# Variorum
Um variorum, abreviação de (editio) cum notis variorum, é uma obra que reúne todas as variantes conhecidas de um texto. É um trabalho de crítica textual, em que todas as variações e emendas são colocadas lado a lado para que o leitor possa acompanhar como as decisões textuais foram feitas na preparação de um texto para publicação. A Bíblia e as obras de William Shakespeare têm sido frequentemente objeto de várias edições, embora as mesmas técnicas tenham sido aplicadas com menos frequência a muitas outras obras.

## Etimologia
A palavra variorum é latim para 'de várias [pessoas]' e deriva da frase cum notis variorum ('com notas de várias pessoas'), que era frequentemente usada nas páginas de título dos livros holandeses do século XVII.

## Edições variorum notáveis
Um variorum da Bíblia foi produzido em vários momentos da história e de vários escopos. Documentar cada linha de texto com todas as variantes de redação, de todos os documentos de origem conhecidos, apresentados cronologicamente, ajuda os tradutores da Bíblia a estabelecer a primazia e prevalência de várias leituras de linha.
Houve também variorums notáveis das obras de William Shakespeare, incluindo as leituras de todos os quartos e fólios, as decisões ou escolhas textuais de editores anteriores e uma compilação de todas as notas críticas. A primeira foi a de Isaac Reed em 1803. As edições Variorum ajudam editores e estudiosos a entender a evolução histórica dos textos de Shakespeare, seja para decodificar linhas duvidosas e elucidar reivindicações de intenção autoral ou usar uma hermenêutica mais contextualista para descobrir outras explicações para as variações textuais.
A Origem das Espécies de Charles Darwin passou por seis edições com extensas mudanças. O texto ficou um terço maior, com várias partes reescritas cinco vezes. Um variorum foi publicado em 1959.
Há também um variorum de Folhas de Relva. Walt Whitman produziu seis ou nove edições durante sua vida. A New York University Press produziu um variorum em 1980 dessas várias edições. 